# オニチャ
オニチャ（イボ語: Ọ̀nị̀chà Mmílí, 英語: Onitsha）は、ナイジェリア南部にあるアナンブラ州の都市である。ニジェール川の東岸に位置する。オニチャ都市圏は河川港で知られており、商業、産業、教育の経済的中心地である。人口は約108万人（2016年）・都市圏人口は約700万人（2021年）で、ナイジェリア国内ではラゴスに次ぐ第二の規模の人口を抱える。

## 歴史
オニチャはベニン王国からの移民により16世紀にアド・ンイドゥ (Ado N'Idu) として建設されたと考えられている。しばらくしてオニチャのオビ（王）の治めるイボ人の王国になった。1857年にはイギリスの商人がパーム油の交易拠点を築き、キリスト教の宣教者がこれに続いた。1884年には保護領に組み込まれた。イギリス当局とキリスト教宣教者たちはニジェール川左岸の支配や宣教のために河港であるオニチャを大いに利用した。
イギリス領とされてからニジェール川左岸南部は東部ナイジェリアと呼ばれるようになったが、歴史的にイボは北部のハウサ族のカノやザリア、西部のヨルバ族のイバダンのような都市文明は形成しなかった。オニチャは1850年代には王立ニジェール会社の重要な港となった。奴隷貿易の禁止後、パームヤシやその他の換金作物が近郊で栽培されるようになった。イギリスの入植と入れ換えに内陸の住民がオニチャに集まるようになった。

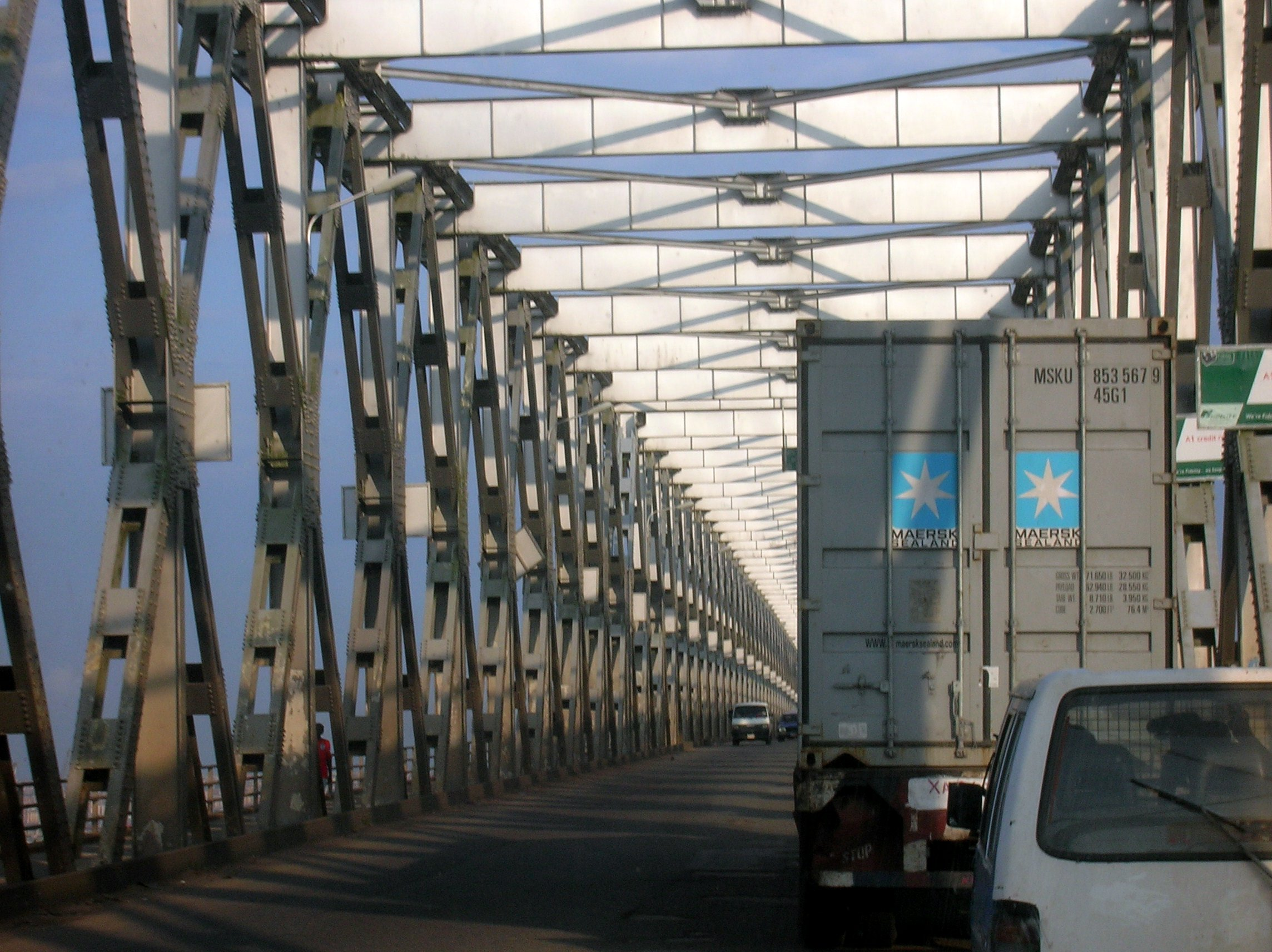
ニジェール橋上

1965年アサバとの間にニジェール橋が架けられフェリーに代わったそして第二の橋の建設も何度か計画されている。
オニチャは東西ナイジェリアの通商拠点として栄えたが、ビアフラ戦争でオニチャも荒廃した。石油ブームによりオニチャの人口は増大したが、戦争の傷跡は癒えず、都市への人口流出が停まらない。急激な人口流入によりスラムには急拵えの異様な建築物が立ち並ぶ。これはニジェール川沿岸に多く、大型船の可航域の北限部分を占拠している。

## 地理
ニジェール川左岸に位置し、近隣の都市としてはエヌグ、ウムアヒア、オウェリ、ベニンシティがある。

## 経済
繊維、ビール、ミネラルウォーター、靴、木材、タイヤ、釘、出版物などが生産される。伝統産業には漁業やカヌー造りなどがある。作物としてはパーム油、トウモロコシ、ナッツ、野菜、果物が栽培される。

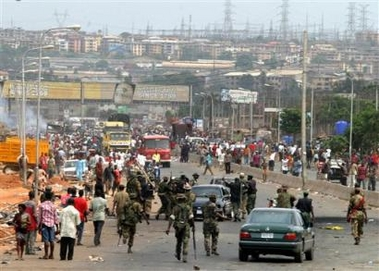
オニチャの通り

## 交通
河川港

## 信仰、教育、政治
カトリックと聖公会が2大勢力である。女子の教育大やハンセン病の療養所がある。旧市街には西アフリカ最大規模の過剰に集積された市場があるが、インフラは植民地時代の道路から整備が進んでいない。
2006年2月には民兵が24人のハウサ、フラニ人（ムスリム）を殺害し、2ヶ所のモスクに放火した。この暴徒はムハンマド風刺漫画掲載問題に端を発した数日前のマイドゥグリでの18人のキリスト教徒殺害への反応と見られている。

## 住民
オニチャの先住民族はイボ人であり、イボ語を話す。2016年の都市的地域の人口推計値は7,425,000人である。

## 姉妹都市
- コンプトン (2010年)[9]
- インディアナポリス (2017年)[10]

## 出身者
- ヘンリー・オニェクル
- イフェオマ・オニェフル

## 脚註
1. ↑  Okanga, Eloka Chijioke Paul Nwolisa (2003). Njepu amaka--migration is rewarding: a sociocultural anthropological study of global economic migration. Peter Lang. p. 63. ISBN 0-8204-6090-7
2. ↑  “Demographia World Urban Areas 18th annual” (2022年). 2022年11月19日閲覧。
3. 1 2  “Onitsha”. Encyclopædia Britannica. 2008年8月9日閲覧。
4. ↑  Azikiwe, Nnamdi (October 1930). “Fragments of Onitsha History”. The Journal of Negro History 15 (4):  474. doi:10.2307/2714208 2007年12月24日閲覧。.
5. ↑  “"The second Niger Bridge"” (2007年2月20日). 2007年4月6日閲覧。
6. ↑   "Scores killed in Nigeria riots", "Al Jazeera", (2006-02-23)
7. ↑   "Toll rises in Nigeria sectarian riots", "Al Jazeera", (2006-02-24)
8. ↑  Timberg, Craig (2006年2月24日). “"Nigerian Christians Burn Corpses"”. pp. A10. 2007年4月6日閲覧。
9. ↑  “Sister Cities of Compton”.   comptonsistercities.org. 2016年1月23日時点のオリジナルよりアーカイブ。2013年7月2日閲覧。
10. ↑  Mejia Lutz, Elena (2017年6月26日). “Indy partners with Nigerian city for business, cultural exchange”. The Indianapolis Star 2017年6月26日閲覧。